# وصول متعدد بتقسيم الترميز

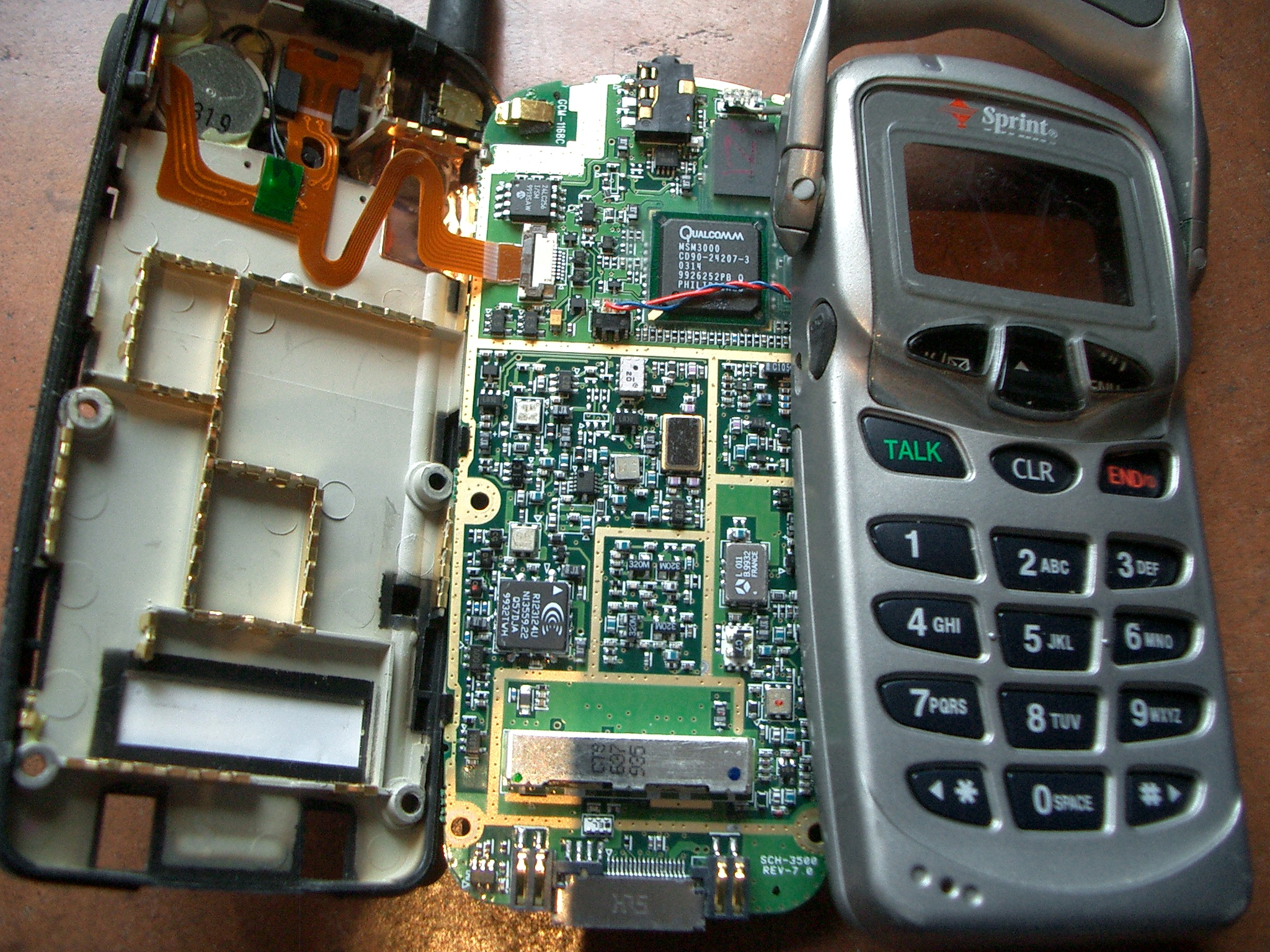
أول هاتف يعمل بنظام الوصول المتعدد بتقسيم الرمز من سامسونج "cdmaOne"

الوصول المُتعدد بتقسيم الترميز (بالإنجليزية: Code-division multiple access)‏ واختصارًا (CDMA) هو طريقة الوصول المتعدد تستخدمها تقنيات الاتصالات الراديوية المختلفة. CDMA هو مثال على الوصول المتعدد، حيث يمكن للعديد من أجهزة الإرسال إرسال المعلومات في وقت واحد عبر قناة اتصال واحدة. يسمح هذا للعديد من المستخدمين بمشاركة نطاق من الترددات (انظر عرض النطاق الترددي). للسماح بذلك دون تدخل لا داعي له بين المستخدمين، تستخدم CDMA تقنية طيف منتشر ومخطط تشفير خاص (حيث يتم تخصيص كود لكل مرسل).
يعمل CDMA على تحسين استخدام عرض النطاق الترددي المتاح لأنه يرسل عبر نطاق التردد بأكمله ولا يحد من نطاق تردد المستخدم.
يسمح CDMA للعديد من المستخدمين بمشاركة نطاق من الترددات دون تدخل لا داعي له بين المستخدمين. يتم استخدامه كطريقة وصول في العديد من معايير الهاتف المحمول. غالبًا ما يشار إلى IS-95، المعروف أيضًا باسم "cdmaOne"، وتطوره الخاص بشبكة الجيل الثالث سي دي إم أيه 2000، باسم "CDMA"، ولكن نظام الاتصالات المتنقلة العام، معيار 3G المستخدم من قِبل شركات جي إس إم، يستخدم أيضًا "النطاق العريض CDMA"، أو W-CDMA، مثل وكذلك TD-CDMA و TD-SCDMA، كتقنياتها الراديوية.
يمكن استخدامه أيضًا كقناة أو تقنية وصول متوسطة، مثل ALOHA على سبيل المثال أو كقناة تجريبية/إشارة دائمة للسماح للمستخدمين بمزامنة مذبذباتهم المحلية مع تردد نظام مشترك، وبالتالي تقدير معلمات القناة بشكل دائم.
في هذه المخططات، يتم تعديل الرسالة على تسلسل انتشار أطول، يتكون من عدة شرائح (0 و 1). نظرًا لخصائصها التلقائية والترابطية المميزة للغاية، تُستخدم تسلسلات الانتشار هذه أيضًا لتطبيقات الرادار منذ عدة عقود، حيث يُطلق عليها رموز باركر (مع طول تسلسل قصير جدًا يتراوح عادةً من 8 إلى 32).
بالنسبة لتطبيقات الاتصالات الفضائية، يتم استخدامه أيضًا منذ عقود عديدة، بسبب الفقد الكبير للمسار وتحول دوبلر الناجم عن حركة القمر الصناعي. عادة في هذه التطبيقات، لا يتم استخدام FDMA ولا TDMA كتشكيل واحد، بسبب هذا التأثير. غالبًا ما يتم استخدام CDMA مع BPSK في أبسط أشكاله، ولكن يمكن دمجه مع أي مخطط تعديل كما هو الحال في الحالات المتقدمة QAM أو OFDM، مما يجعلها قوية جدًا وفعالة (وتجهيزها بقدرات النطاق الدقيقة، وهو أمر صعب دون CDMA). تستخدم المخططات الأخرى الموجات الحاملة الفرعية القائمة على الموجة الحاملة للتخالف الثنائي (BOC)، المستوحاة من شفرات مانشستر وتتيح فجوة أكبر بين التردد المركزي الافتراضي والحاملات الفرعية، وهو ما لا ينطبق على الموجات الحاملة الفرعية OFDM.

## استخدامات
- تم تنفيذ آلية التنمية النظيفة المتزامنة (تعدد الإرسال بتقسيم الشفرة، جيل مبكر من CDMA) في نظام التموضع العالمي (GPS). هذا يسبق ويختلف عن استخدامه في الهواتف المحمولة.
- يتم تسويق معيار كوالكوم IS-95 باسم cdmaOne.
- يتم استخدام معيار Qualcomm IS-2000، المعروف باسم CDMA2000، من قبل العديد من شركات الهواتف المحمولة، بما في ذلك شبكة Globalstar.
- معيار الهاتف المحمول UMTS 3G، والذي يستخدم W-CDMA.
- تم استخدام CDMA في نظام الأقمار الصناعية OmniTRACS لوجستيات النقل.

## توضيح أكثر
CDMA :
ان^هذه التقنية مختلفة تماماً عن سابقتها الـ TDMA حيث أن هذا النظام يقوم بتحويل المعلومات إلى الصيغة الرقمية ومن ثم يبدأ عملية نثر المعلومات ضمن مجال الطيف المتوفر الكلي وبالتالي فإن عدة مكالمات تكون متراكبة على بعضها البعض ضمن القناة ويتم تعريف كل منها من خلال رمز تتابعي مميز. تعتبر هذه التقنية أحد أشكال تطبيقات الطيف المنثور وهذا المفهوم يعني أن المعلومات ترسل على شكل قطع صغيرة بواسطة الترددات المفردة المتوفرة للاستخدام في أي لحظة في المجال المحدد.
إن كل المشتركين يرسلون ضمن نفس المجال الترددي وتنثر المعلومات مع رمز مميز حيث يوجد في طرف المستقبل نفس الكود للتعرف على المرسل
لما كان نظام الترميز CDMA يتطلب وضع ختماً زمنياً دقيقاً على كل قطعة من الإشارة فإنه يشير لمعلومات نظام الـ GBS
يمكن لقناة تمثيلية واحدة أن تحمل من 8 حتى 10 أقنية مرمزة بهذا النظام
تم توصيف هذا النظام ضمن المعيار IS-95 ويعمل خلال كلاً من الحزم الترددية 800 و 1900 ميغاهرتز.
بشكل مثالي فإن كلاً من المعيارين TDMA و CDMA شفاف كل للآخر حيث أن زيادة استطاعة CDMA يسبب زيادة قاعدة الضجيح للـ TDMA بينما زيادة استطاعة الـ TDMA تسبب حمل زائد وأخطاء لمستقبلات CDMA.
خدمات الاتصال الشخصية:
Personal Communications Services (PCS)
عبارة عن خدمة هاتف لاسلكي مشابهة لخدمة الهاتف النقال ولكن مع التأكيد على الخدمات الشخصية وزيادة إمكانيات التنقل..
ويستخدم هذا المصطح عادة للدلالة على أن الهاتف النقال رقمي. ولكن المعنى الأصح لهذا المصطلح أن الهاتف يوفر خدمات مثل مستعرض صفحات الويب وخدمة البريد الإلكتروني وكاشف هوية المتصل.
الـ PCS يخصص لها خلاسا أصغر قياساً وبالتالي من الضروري استخدام عدد أكبر من الهوائيات لتغطية منطقة جغرافية معينة. وهذه الهواتف تستخدم المجال الترددي 1.85 – 1.99 جيغا هرتز.
في الولايات المتحدة: الأنظمة الخليوية تعمل ضمن المجال 824 –894 ميغا هرتز.
بينما أنظمة الـ PCS تعمل ضمن المجال الترددي 1850-1990 ميغا هرتز.
وبما أنها تقوم على التعديل TDMA فإن الفاصل التردي لكل قناة 200 كيلوهرتز وذات ثمانية شرائح زمنية.
بينما في الهواتف الرقمية فإن الفاصل الترددي للقناة 30 كيلو هرتز وعدد الشرائح الزمية ثلاثة
ما هي؟ تقنية الدخول WCDMA
هي التقنية الرائدة في الجيل الثالث من الجوال بسرعة نقل بيانات تصل إلى 2Mb/sec أي ما يعادل من 6 مرات إلى 35 مرة أسرع من الاتصال الهاتفي الثابت. وقد تم اختيار هذه التقنية من قبل الاتحاد العالمي للاتصالات لتكون إحدى تقنيات الجيل الثالث من الجوال.وعند هذه السرعات العالية لنقل البيانات ستصبح كثير من الخدمات المرتكزة حول الفيديو والإنترنت ممكنة.
نظام CDMA هو النظام المستخدم في الولايات المتحدة وليس في أوروبا والشركة التي طورته هي شركة كوالكوم.
أوضح فارهاد مانغو في مجلة «صالون» التي تصدر عبر الإنترنت، فإن نظام CDMA هو النظام المستخدم في الولايات المتحدة وليس في أوروبا والشركة التي طورته هي شركة كوالكوم0
حيث وتعد أول دولة عربية تستخدم هذا النظام في قارة آسيا هي اليمن واسم الشركة يمن موبايل.